# Hermann Uhlfelder
Hermann Uhlfelder (* 3. Juni 1867; † 2. Januar 1949) war ein deutscher Architekt und Magistratsoberbaurat von Frankfurt am Main. 

## Leben und Werk
Uhlfelder studierte an der TH Stuttgart und wurde Mitglied der Burschenschaft Virtembergia Stuttgart im ADB. Er leitete von 1900 bis 1932 das Hafen- und Brückenbauamt in Frankfurt am Main. In seiner Amtszeit entstand unter anderem der im Ortsteil Ostend gelegene Frankfurter Osthafen. Zum Gedenken daran benannte die Stadt Frankfurt eine Straße am Osthafen nach Uhlfelder. 
Neben seiner Tätigkeit in der Bauverwaltung der Stadt Frankfurt am Main war Uhlfelder auch Gründungsmitglied und Geschäftsführer des Vereins zur Vorbereitung der Autostraße Hamburg-Frankfurt-Basel (kurz HaFraBa). Ein Jahr vor Gründung des Vereins reiste Uhlfelder zusammen mit Willy Hof nach Italien und informierte sich dort über die von Piero Puricelli konzipierte Nur-Auto-Bahn. Die zu dieser Zeit gewonnenen Erkenntnisse haben die Planung und den Bau von Autobahnen im deutschen Reich und danach wesentlich geprägt. 
Uhlfelder war mit Adelheide Seligman verheiratet (Eheschließung im Jahre 1900).

## Werke
- Deutsches Fernverkehrsstraßennetz, 1930
- Die oberitalienischen Autobahnen, 1930
- Uhlfelder, Blum: Scharfe Kritik an der Denkschrift der Studiengesellschaft für die Finanzierung des deutschen Straßenbaus, 1930
- Richtlinien für die techn. Anlage von Autobahnen A. Strecken im Flachland (m. Abb.), 1931
- Wege, Straßen, Autobahnen, 1931
- Richtlinien für die techn. Anlage von Autobahnen B. Stationen (m. Abb.), 1931
- Richtlinien für die techn. Anlage von Autobahnen C. Abzweigungen und Kreuzungen (m. Abb.), 1931